# Kuchino-shima
Kuchino-shima (口之島) est une île du Japon, une des îles Tokara en mer de Chine orientale.

## Géographie
Île habitée la plus septentrionale des Tokara, elle est située à 10 km au nord-est de Nakano-shima. Il y a trois volcans, Maedake (au sud), Moedake (au nord) et Yokodake (à l'ouest) mais aucune éruption n'a été enregistrée depuis les temps préhistoriques bien que Moedake émette de la vapeur et montre une activité volcanique en cours depuis 2001.

## Histoire
Ancienne possession du royaume de Ryūkyū, elle faisait partie à l'époque d'Edo du domaine de Satsuma. En 1896, elle est transférée à l'administration du district d'Ōshima et devient en 1911 une partie du village de Toshima.

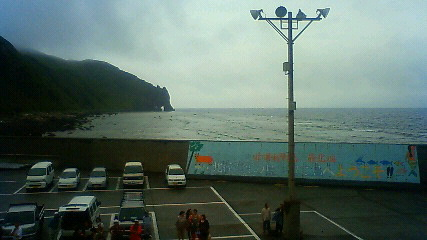
Paysage de Kuchino-shima.